# Vint anys després (pel·lícula)
Vint anys després (francès: Vingt ans après) és una pel·lícula francesa de deu episodis, dirigida per Henri Diamant-Berger, estrenada el 1922.
Aquesta és la seqüela (adaptada de la novel·la del mateix títol, Vint anys després, d'Alexandre Dumas), d' Els tres mosqueters del qual Diamant-Berger va rodar una versió filmada l'any anterior, el 1921. Per interpretar el personatge principal (d'Artagnan), Jean Yonnel substitueix a Aimé Simon-Girard, i Marguerite Moreno succeeix Jeanne Desclos en el paper d'Anna d'Àustria. Henri Rollan (Athos), Charles Martinelli (Porthos), Pierre de Guingand (Aramis) i Armand Bernard (Planchet) troben els personatges que van interpretar als tres Mosqueters.

## Llista d'episodis
1. Le Fantôme de Richelieu
2. Le donjon de Vincennes
3. La Bataille de Lens
4. Le Fils de Milady
5. La Guerre des rues
6. Dans les camps opposés
7. Au pied de l'échafaud
8. La Felouque l'Éclair
9. La Bataille de Charenton
10. L'Aventure du Cardinal Mazarin

## Argument

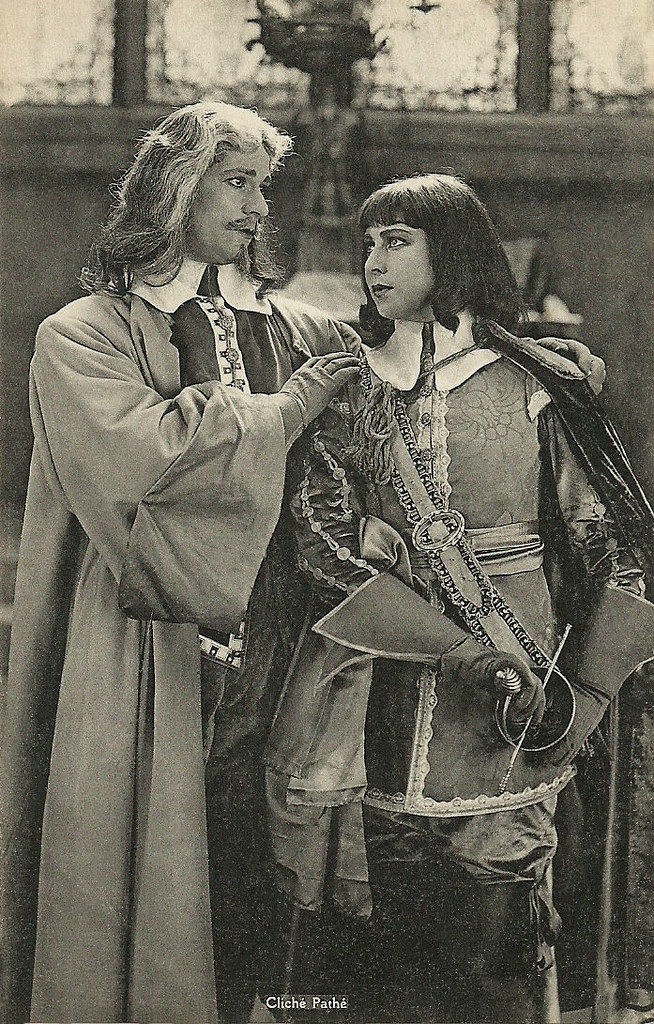
Athos (Henri Rollan) i el seu fill Raoul de Bragelonne (Pierrette Madd).

Han passat vint anys del final dels Tres mosqueters. Per protegir el jove rei Lluís XIV de França, la seva mare, Anna d'Àustria i el cardenal Mazarin, amenaçats per la Fronde, d'Artagnan -l'únic dels quatre que va romandre mosqueter- ha de trobar els seus antics companys. Troba successivament Aramis (que s'ha convertit en abat però que s'ha mantingut mosqueter de cor), Porthos (un ric senyor de la província) i Athos (gentilhome camperol), però només Porthos accepta tornar al servei. Els quatre antics companys s'oposaran en diverses ocasions, havent triat Athos i Aramis el campament dels prínceps rebels. Així es troben cara a cara després de la fugida del donjon de Vincennes d'un líder del partit dels prínceps, el duc de Beaufort que, escortat per Athos i Aramis, és perseguit (per ordre de Mazarin) per d'Artagnan i Porthos.
Aleshores, els quatre herois es troben a Anglaterra, on també s'enfronten dos camps: els partidaris del rei Carles I, que compta amb el suport d'uns quants fidels, com ara Athos i Aramis, i els de Cromwell, a qui Mazarin (el seu nou aliat) va enviar d'Artagnan i Porthos (l'enviat de Cromwell a Mazarin era Mordaunt, que no és altre que el fill de Milady). Carles I és capturat pels partidaris de Cromwell; Athos i Aramis es troben "presoners" de d'Artagnan i Porthos, i aconsegueixen escapar de Mordaunt, que ha jurat la mort dels quatre assassins francesos de la seva mare. Tots quatre planegen la fuga del rei, però fracassen i Carles I és decapitat. Aconsegueixen embarcar-se per tornar a França, i frustrar l'intent de Mordaunt de matar-los fent volar el vaixell a mar obert; Mordaunt és mort.
De tornada a França, d'Artagnan i Porthos són arrestats (no han complert la missió encomanada per Mazarin), després alliberats pels seus amics. Alhora el cardenal és capturat i ha de concedir concessions als quatre companys i als frondistes.

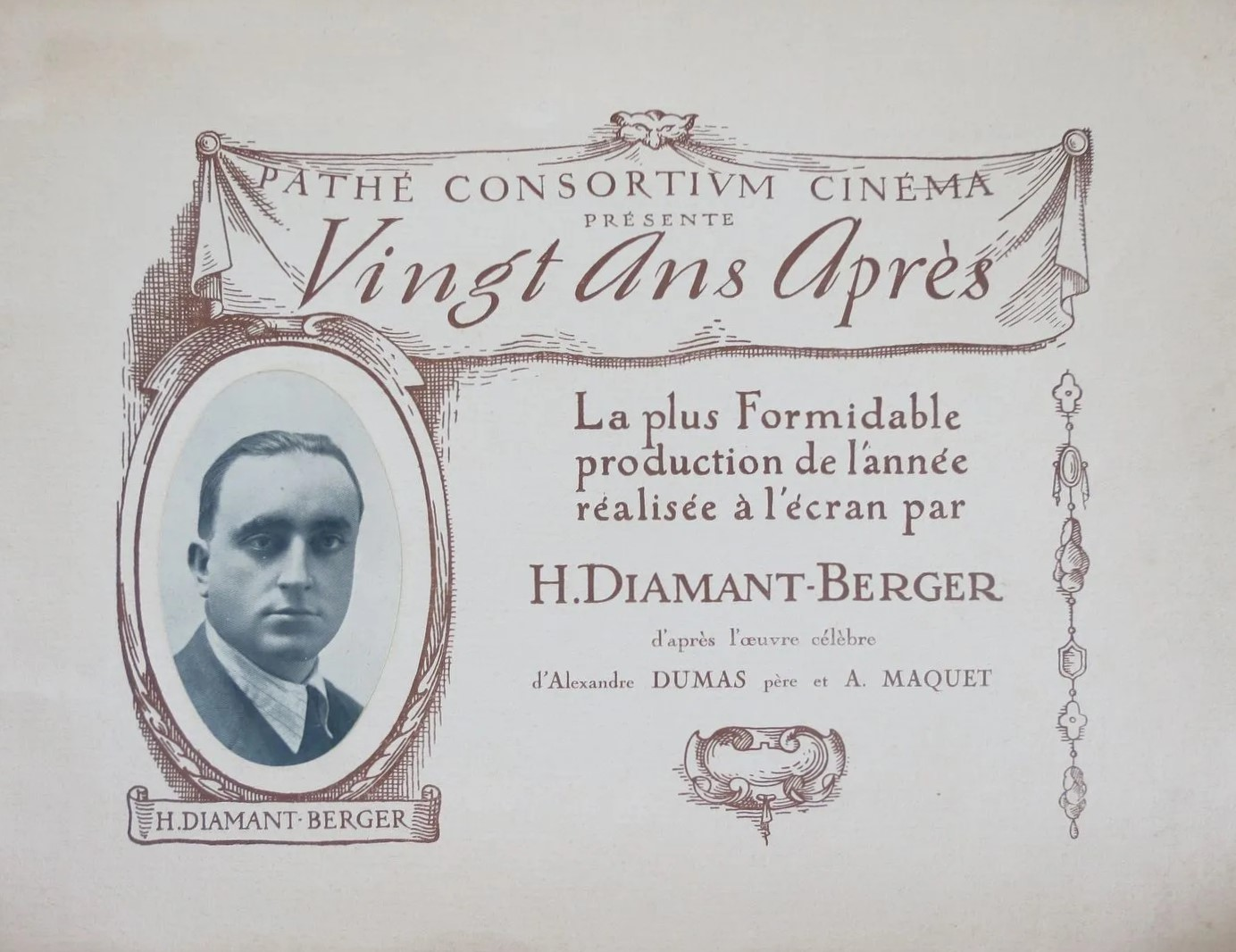
Pàgina del títol del dossier de premsa.

## Repartiment
- Jean Yonnel : d'Artagnan
- Henri Rollan : Athos
- Charles Martinelli : Porthos
- Pierre de Guingand : Aramis

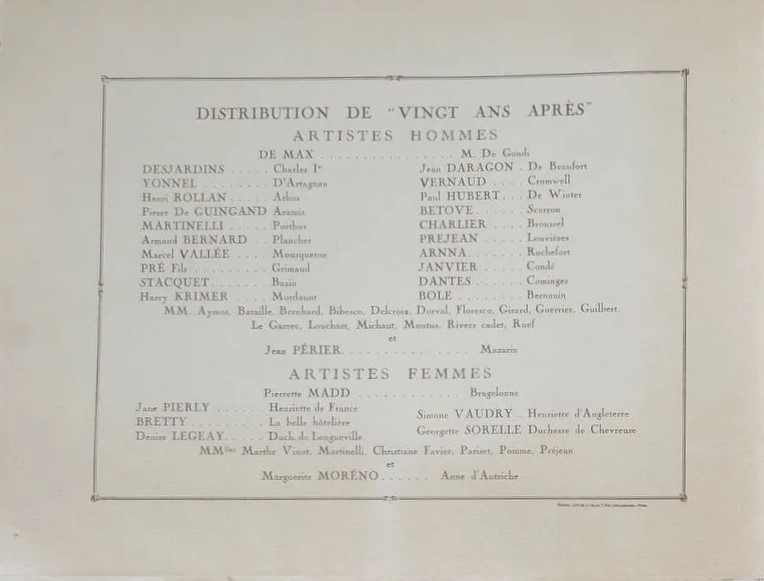
Repartiment.

- Marguerite Moreno : Anna d'Àustria
- Jean Périer : cardenal Mazarin
- Pierrette Madd : Raoul, vescomte de Bragelonne
- Armand Bernard : Planchet
- Marcel Vallée : Mousqueton
- Jane Pierly : Henriette de France
- Béatrice Bretty : la belle hôtelière
- Louis Pré Fils : Grimaud
- Denise Legeay : Mme de Longueville
- Simone Vaudry : Henriette d’Angleterre
- Édouard de Max : Gondi
- Georgette Sorelle : la duchesse de Chevreuse
- Maxime Desjardins : Carles I d'Anglaterra
- Jean Daragon : Beaufort
- Albert Préjean : Louvières
- Harry Krimer : Mordaunt
- Henri Janvier : Condé
- Jacques Arnna : Rochefort
- Raymond Aimos
- Marthe Vinot
- Lucienne Parizet

## Galeria

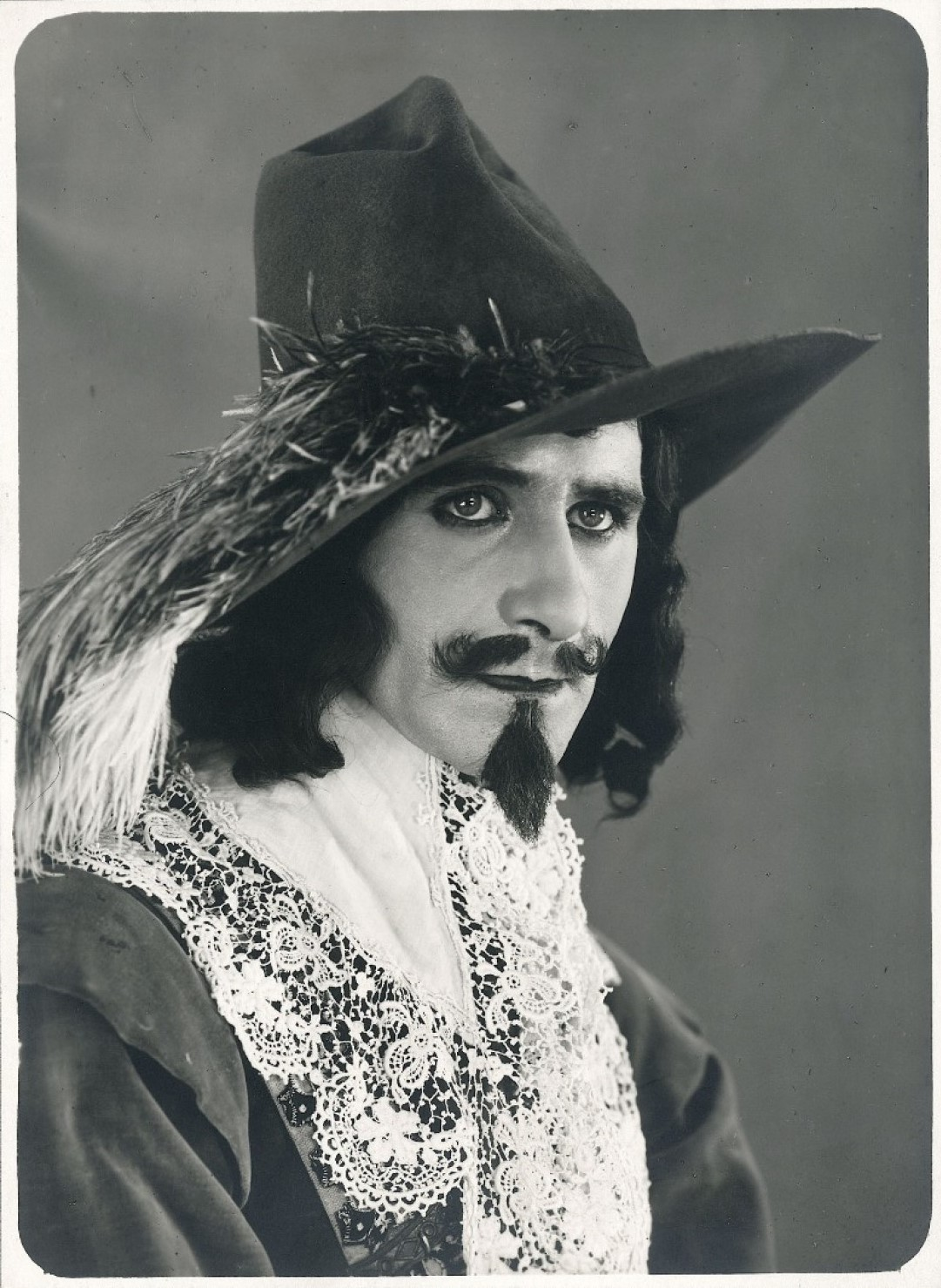
D'Artagnan (Jean Yonnel).
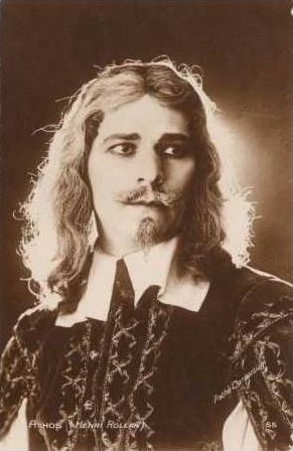
Athos (Henri Rollan).
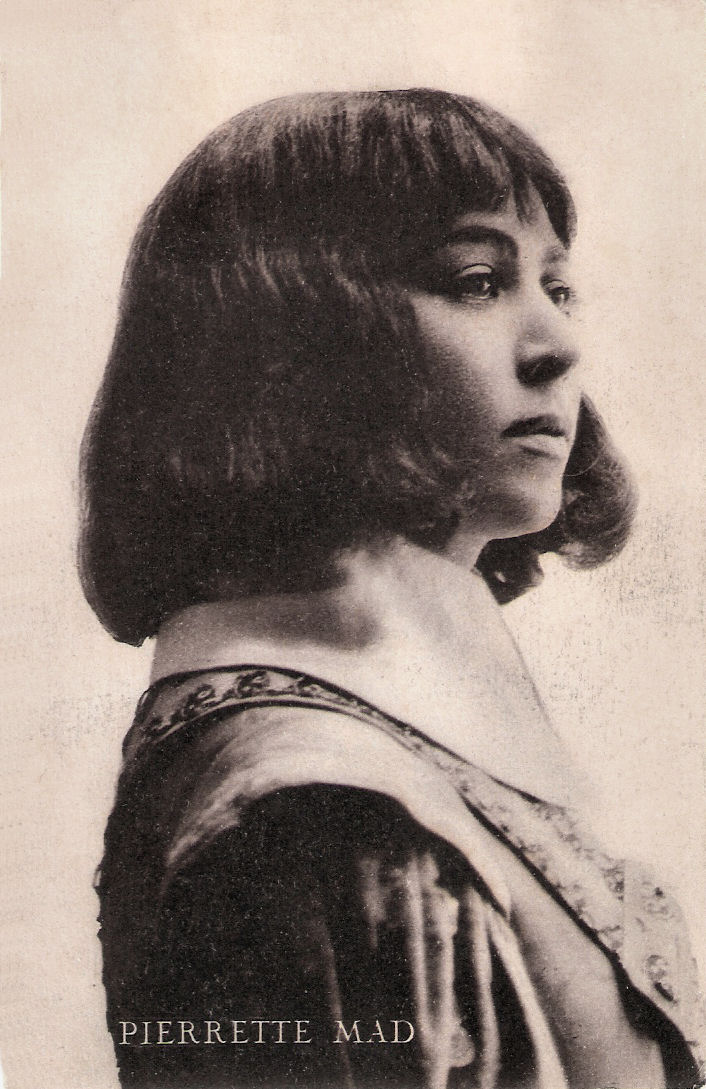
Raoul de Bragelonne (Pierrette Madd).
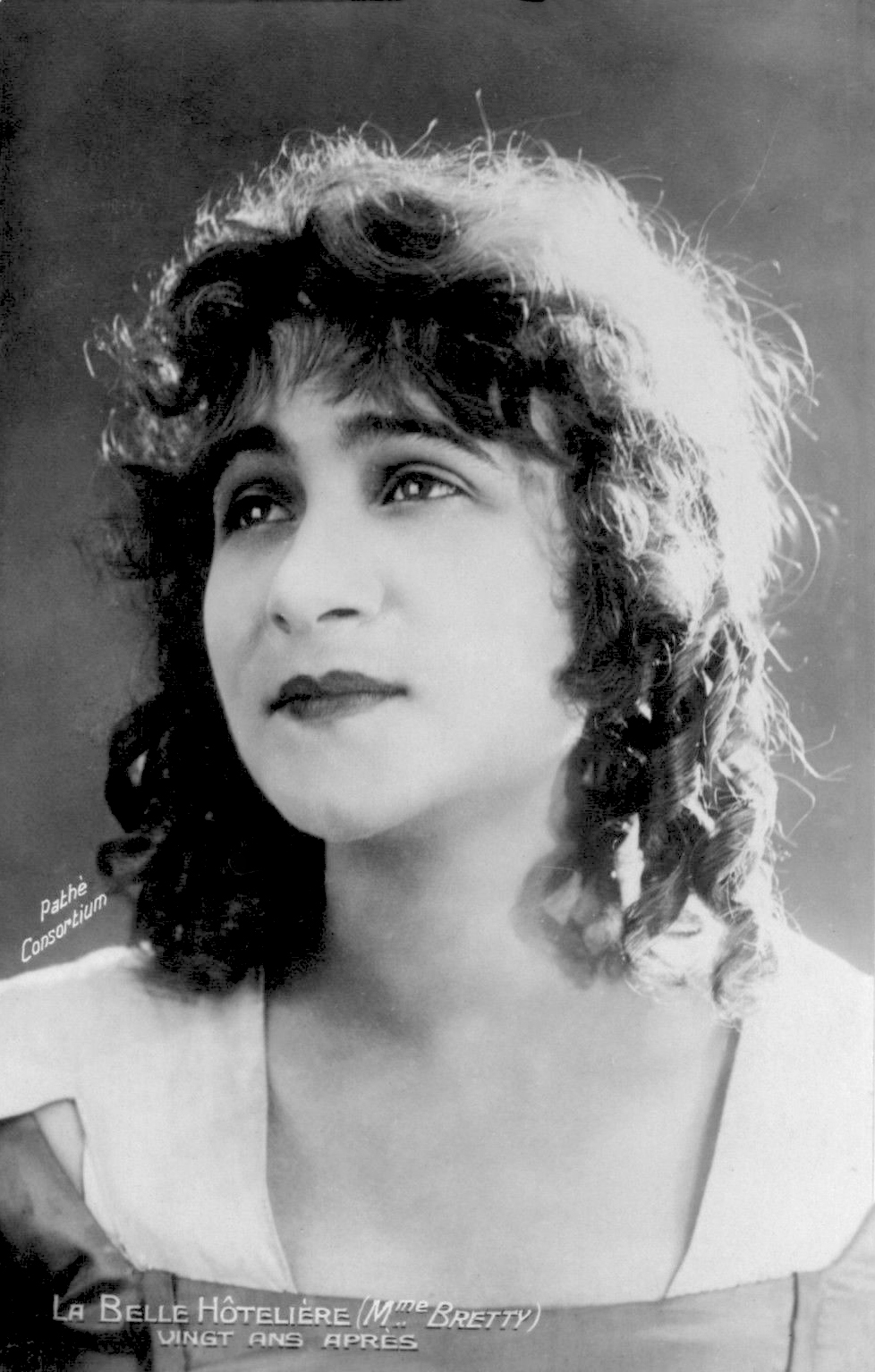
La belle hôtelière (Béatrice Bretty).

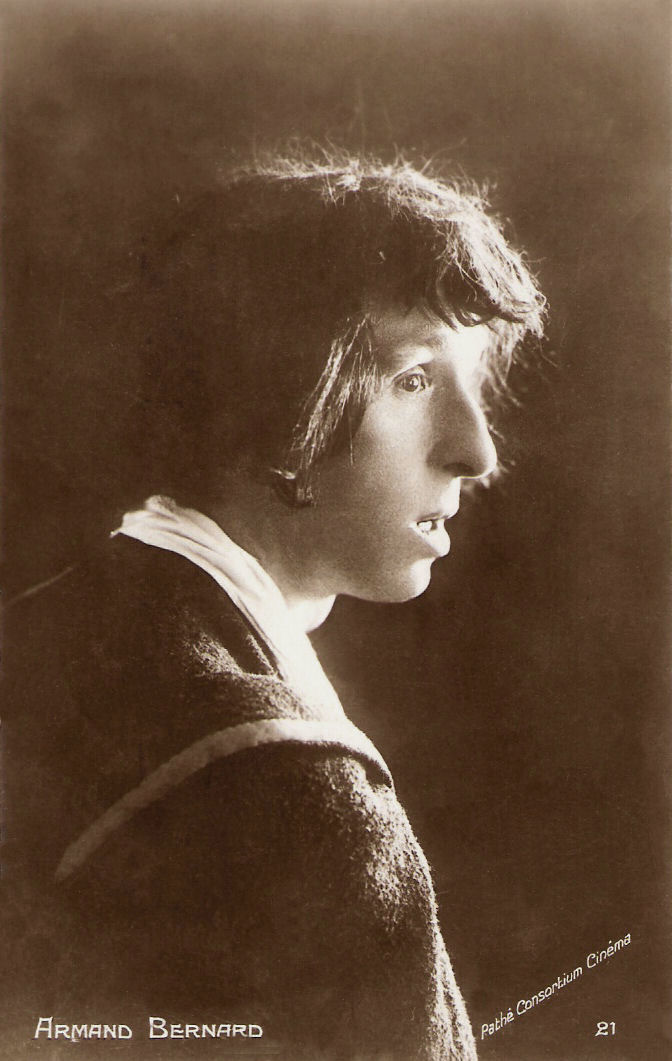
Planchet (Armand Bernard).
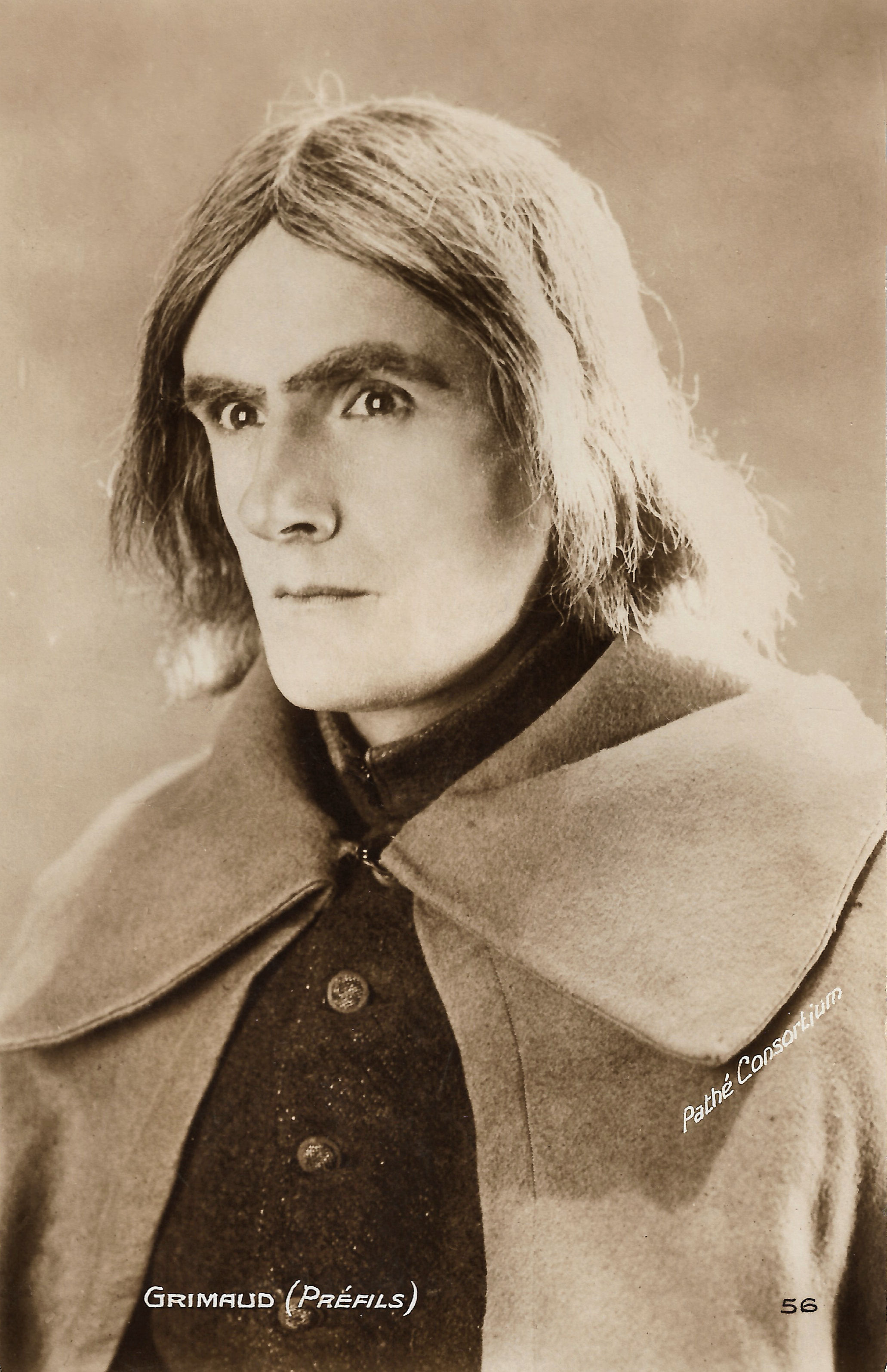
Grimaud (Louis Pré fill).
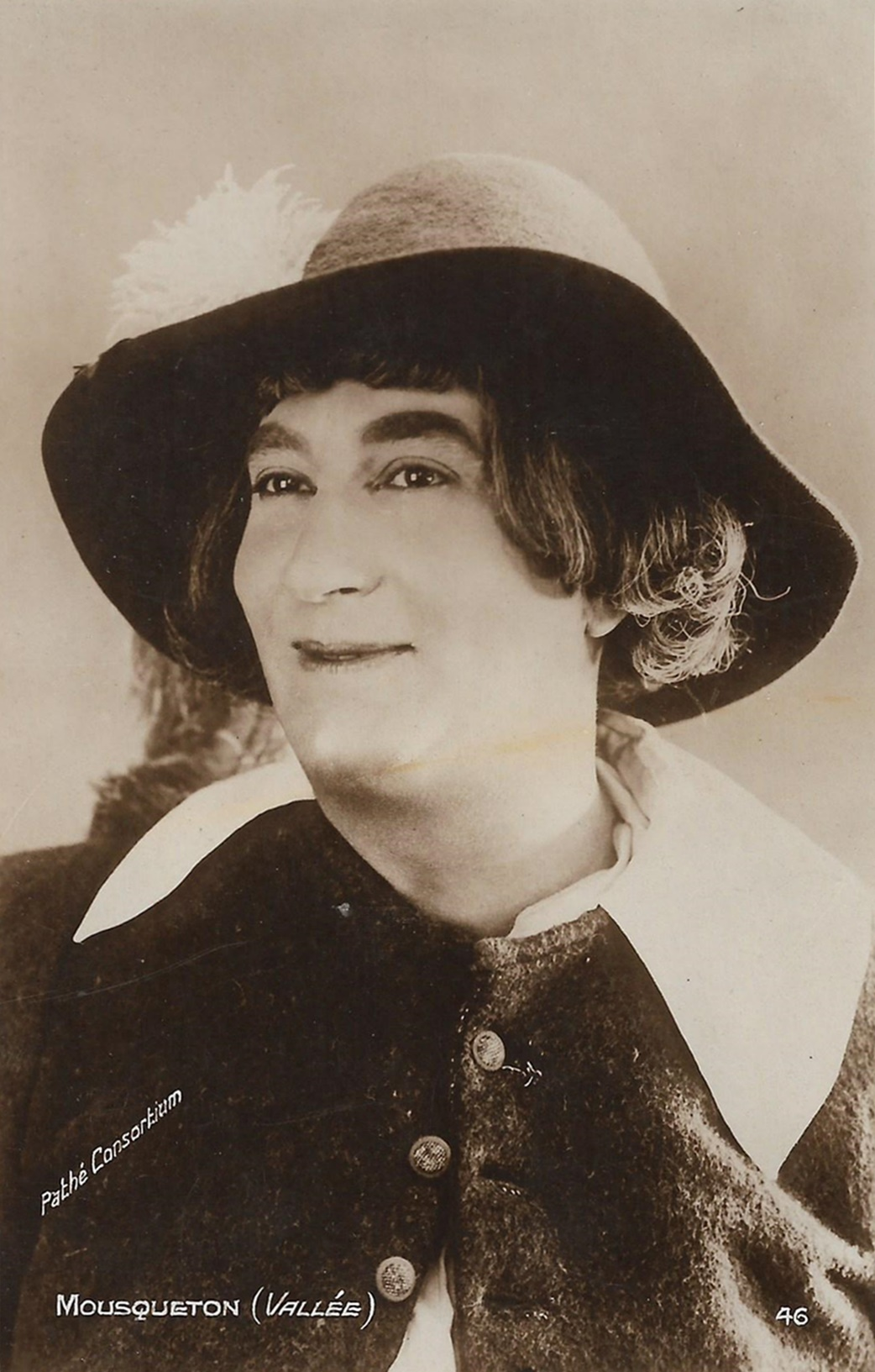
Mousqueton (Marcel Vallée).
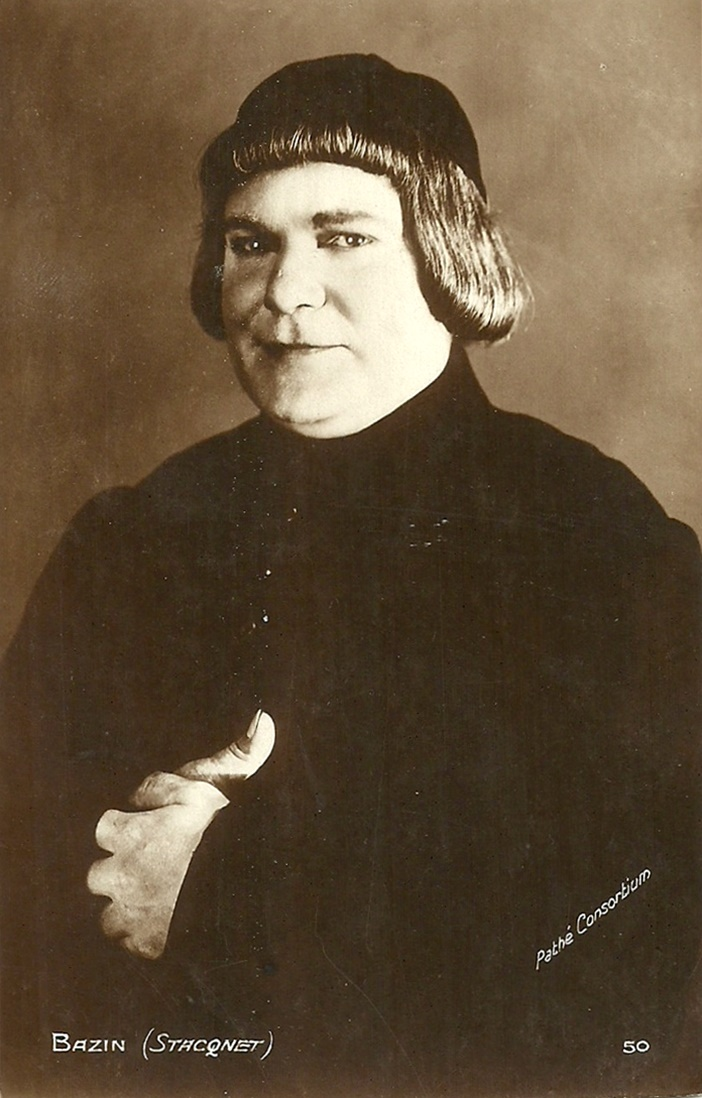
Bazin (Antoine Stacquet).

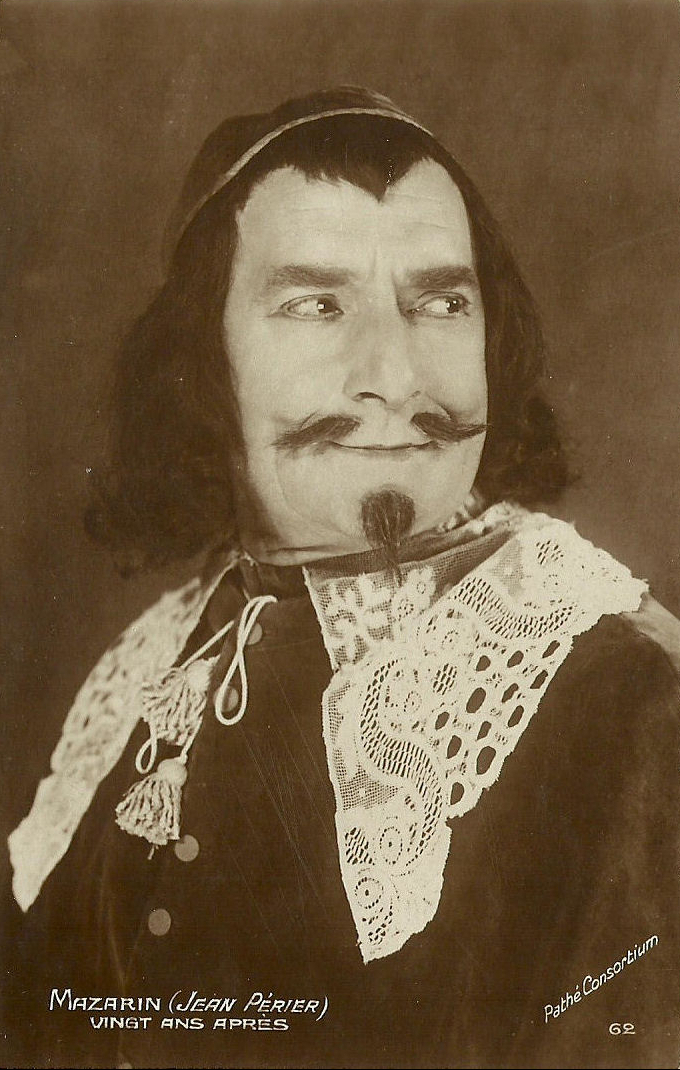
Mazarin (Jean Périer).
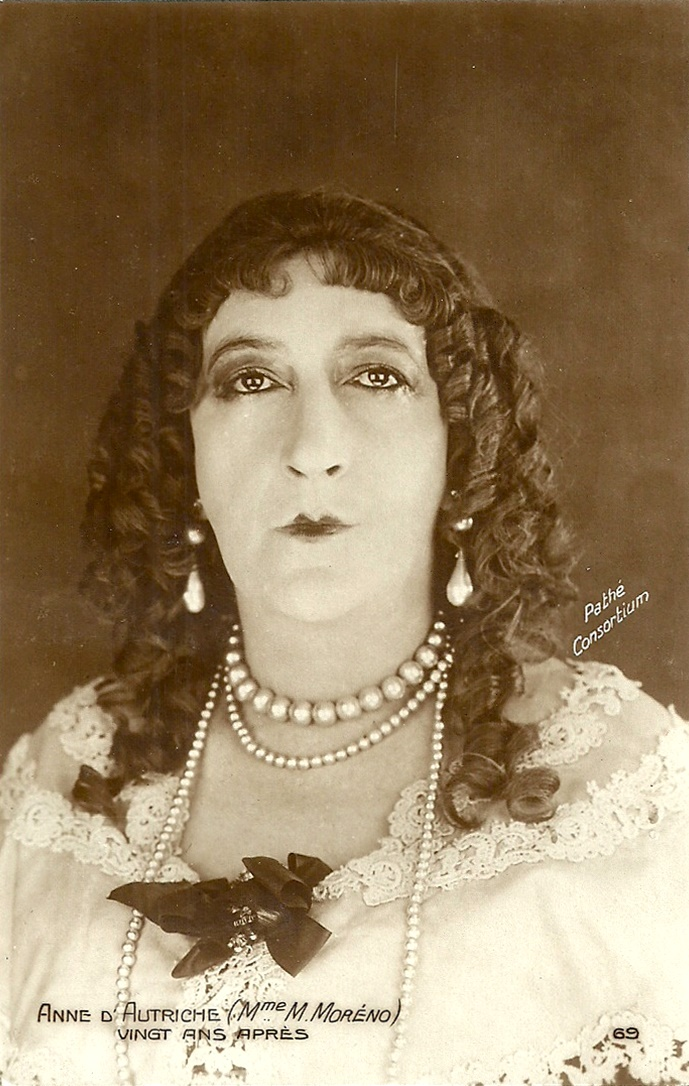
Anne d'Autriche (Marguerite Moreno).
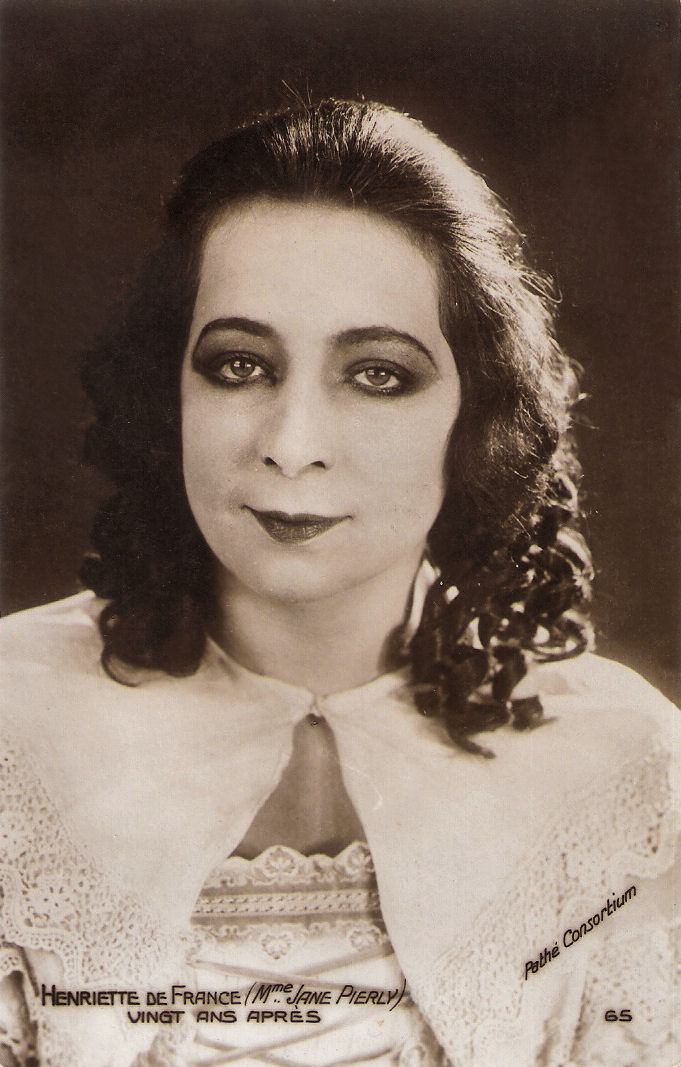
Henriette-Marie de France (Jane Pierly).
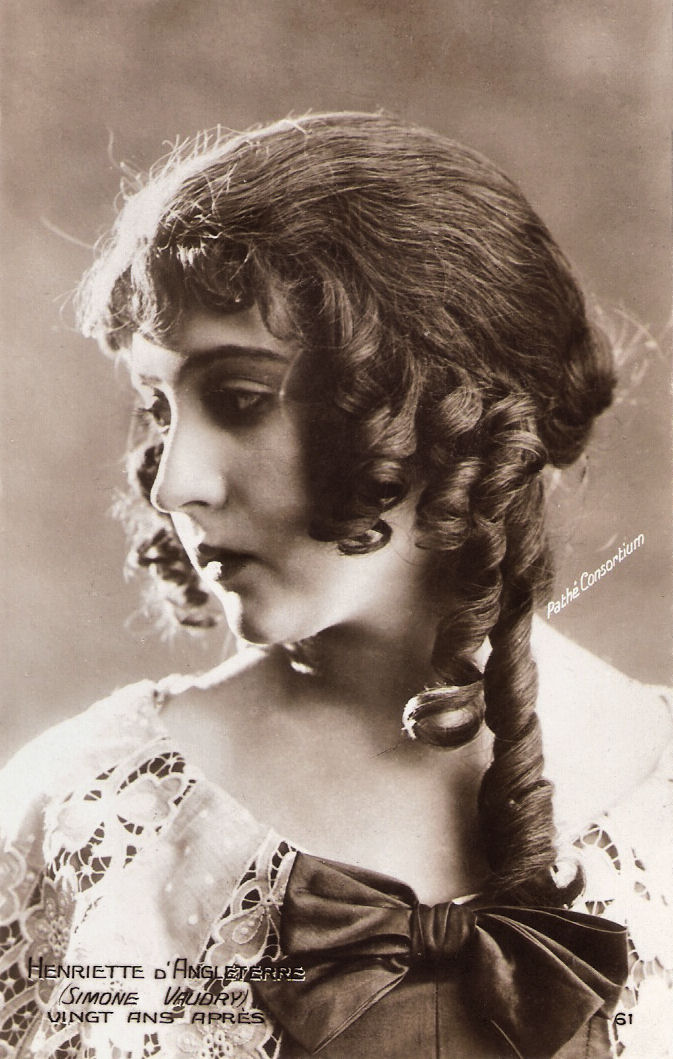
Henriette d'Angleterre (Simone Vaudry).
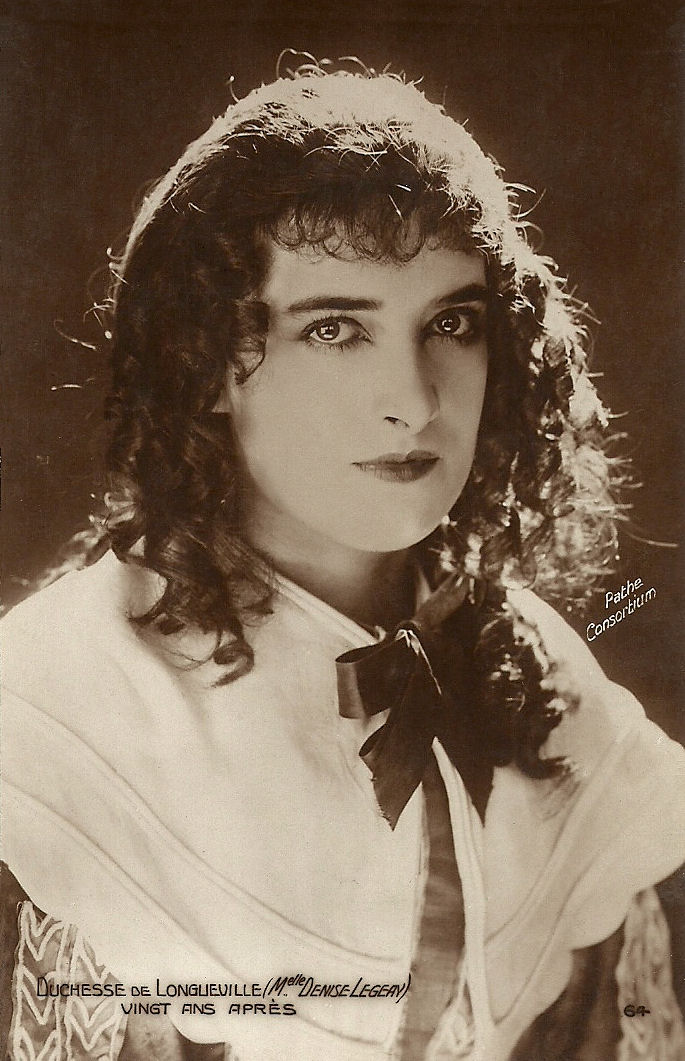
La duquessa de Longueville (Denise Legeay).
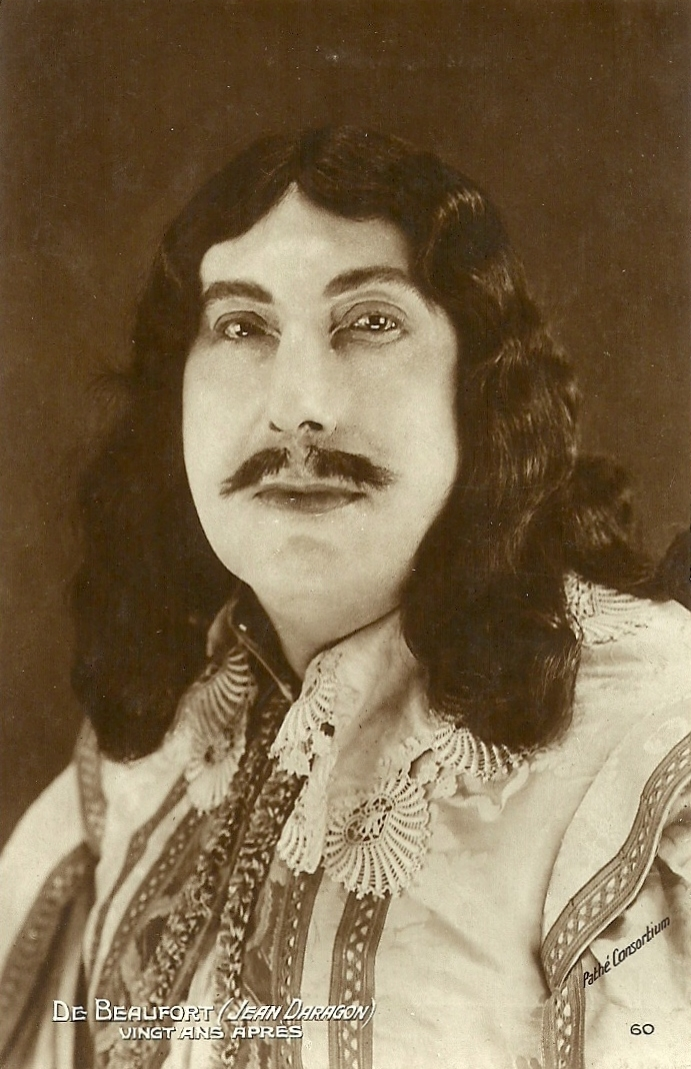
El duc de Beaufort (Jean Daragon).
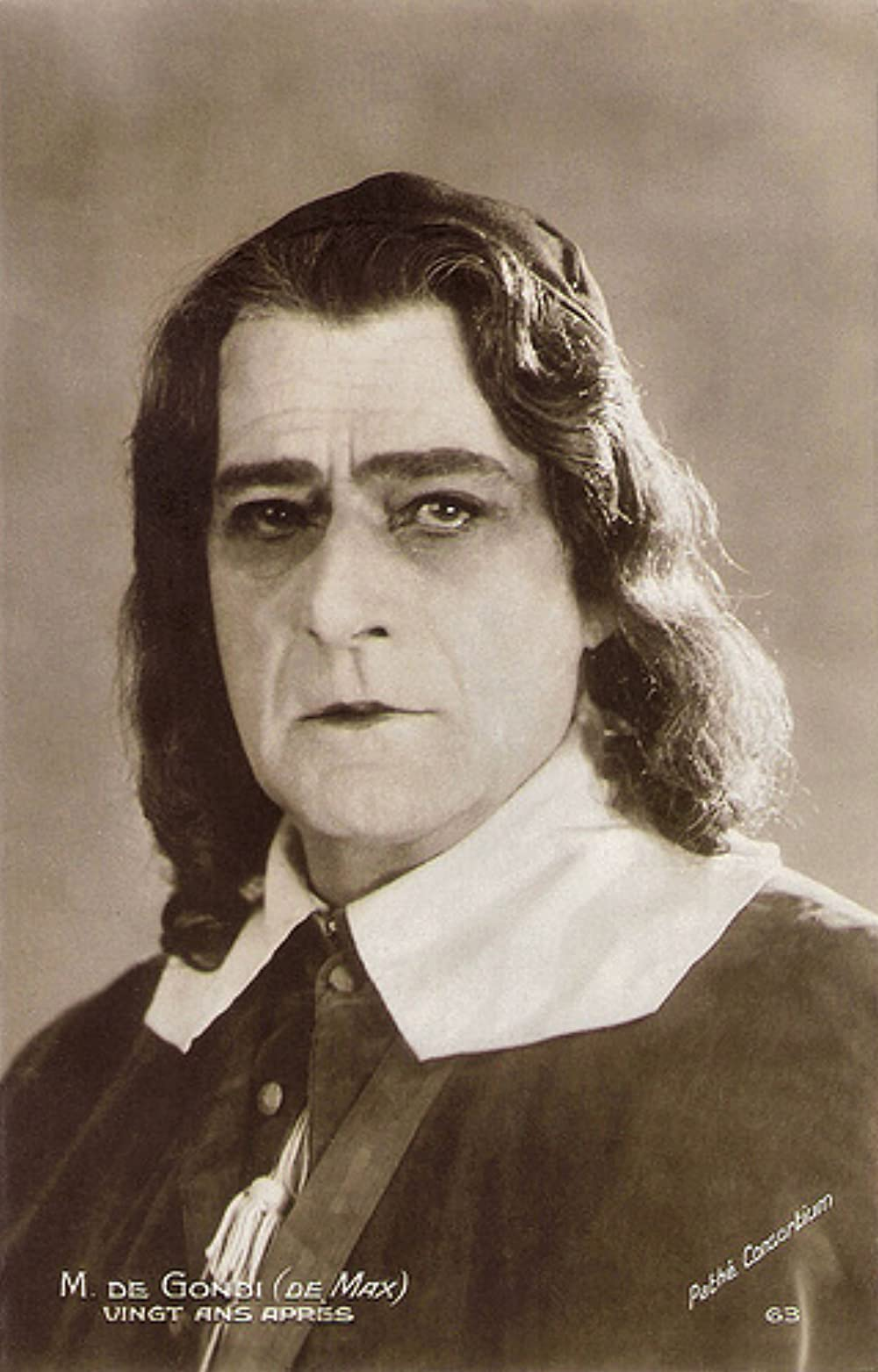
Gondi (Édouard de Max).